# トロピカル・アイランズ
トロピカル・アイランズ・リゾート（独: Tropical Islands Resort）は、ドイツ・ベルリンから南南東50km離れたブランデンブルク州クラウスニック＝グロース・ヴァッサーブルクに存在するテーマパーク。

## 概要
もともとはブラント＝ブリーゼン飛行場跡地の世界最大の自立型ホール巨大格納庫（エアリウム）であった。2002年、それまでの運営会社だったカーゴリフター社が倒産し、その後敷地はマレーシアの会社ダンジョン社に売却され、2004年12月に開業。現在はパルケス・レユニドスに買収された。現在は年間110万人以上が来園している。営業は通年営業だが、12月24日は休園である。